# غاليب جافاروف
غاليب جافاروف (مواليد 9 مايو 1978) هو ملاكم كازاخستاني، مثّل بلاده في الألعاب الأولمبية الصيفية في دورتي 2004 و2008.

## روابط خارجية
غاليب جافاروف على موقع أوليمبيديا (الإنجليزية)